# WWE Superstars
WWE Superstars är ett wrestling TV-program för World Wrestling Entertainment (WWE) som gick WGN America i USA. Det visades för första gången den 16 april 2009. Superstars är numera en webcast som visas exklusivt på WWE Network.